# Aphodius depressus
Aphodius depressus là một loài bọ cánh cứng trong họ Bọ hung (Scarabaeidae). Chúng thường xuất hiện ở châu Âu, châu Á và Bắc Mỹ.